# قائمة البعثات الدبلوماسية في سورينام

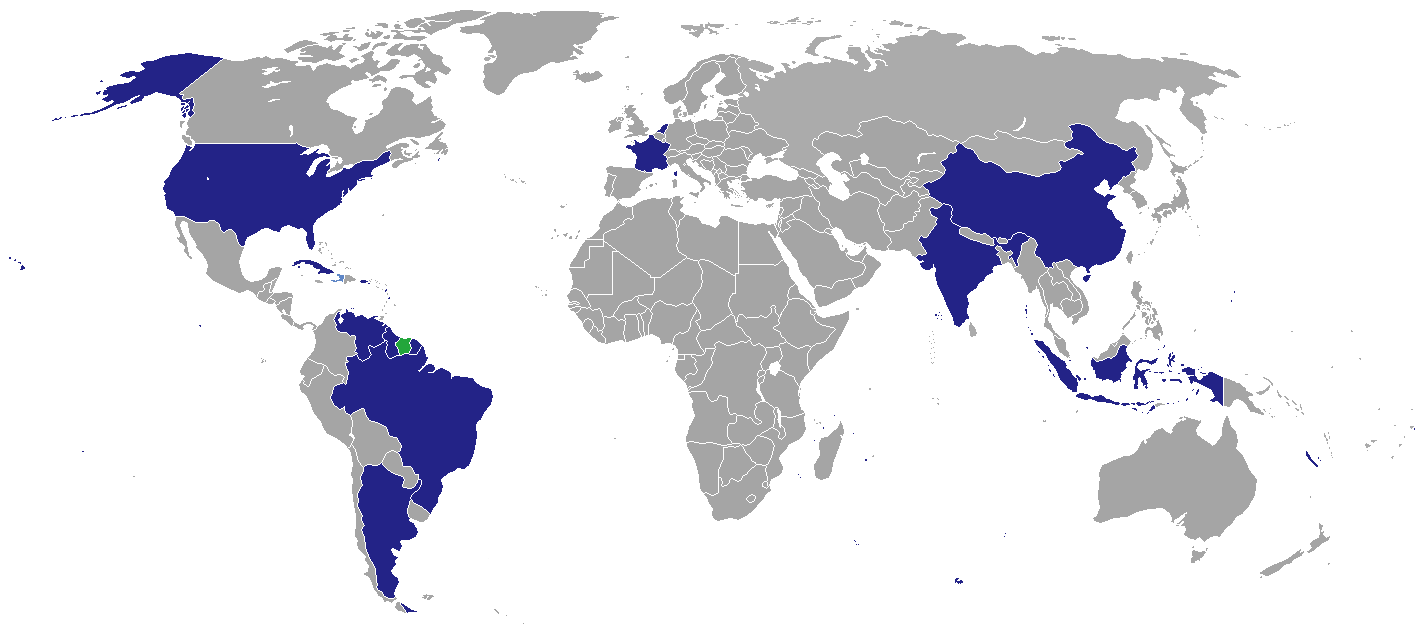
Map of diplomatic missions in Suriname

هذه قائمة البعثات الدبلوماسية في سورينام. يوجد حاليا 12 سفارة في العاصمة باراماريبو؛ (لا يشمل القنصليات الفخرية).

## السفارات

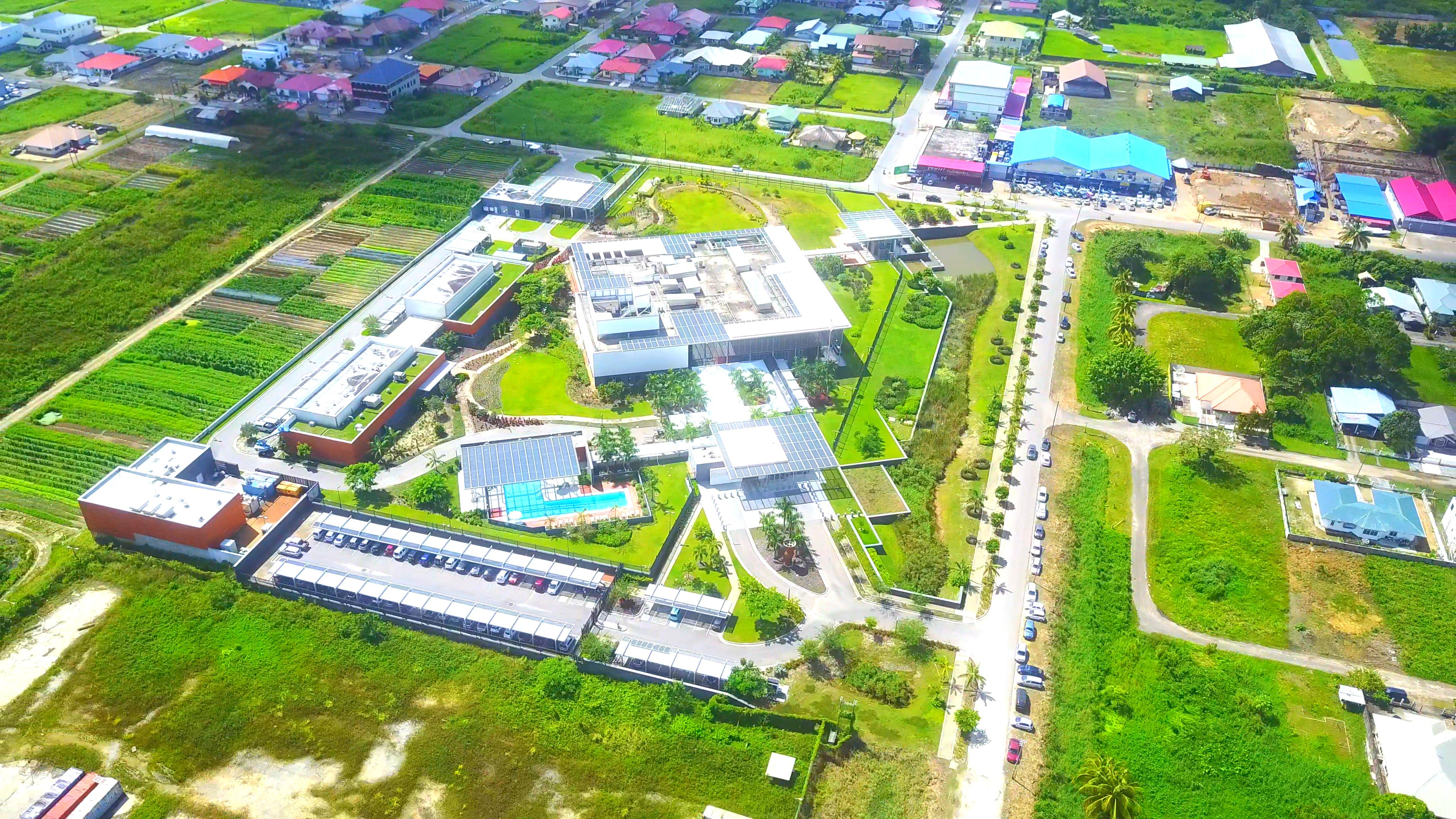
سفارة الولايات المتحدة في باراماريبو.

باراماريبو
| - الأرجنتين - البرازيل - الصين - كوبا - فرنسا - غويانا - إندونيسيا - الهند - هولندا - الولايات المتحدة - فنزويلا |

## القنصليات العامة
نيكيري
- غويانا

باراماريبو
- هايتي

## السفارات غير المقيمة
- أستراليا (بورت أوف سبين)
- كولومبيا (بورت أوف سبين)
- فنلندا (برازيليا)
- ألمانيا (بورت أوف سبين)
- اليونان (كاراكاس)
- غواتيمالا (بورت أوف سبين)
- اليابان (بورت أوف سبين)
- أيسلندا (نيويورك)
- أيرلندا (نيويورك)
- إسرائيل (القدس) [12]
- المكسيك (بورت أوف سبين)
- المغرب (برازيليا)
- بنما (بورت أوف سبين)
- الباراغواي (كاراكاس)
- بيرو (برازيليا)
- الفلبين (برازيليا)
- رومانيا (برازيليا)
- روسيا (برازيليا)
- صربيا (واشنطن)
- جنوب أفريقيا (بورت أوف سبين)
- كوريا الجنوبية (كاراكاس)
- تركيا (بورت أوف سبين)
- المملكة المتحدة (جورجتاون)
- فيتنام (برازيليا)[13]